# Avión de ala fija

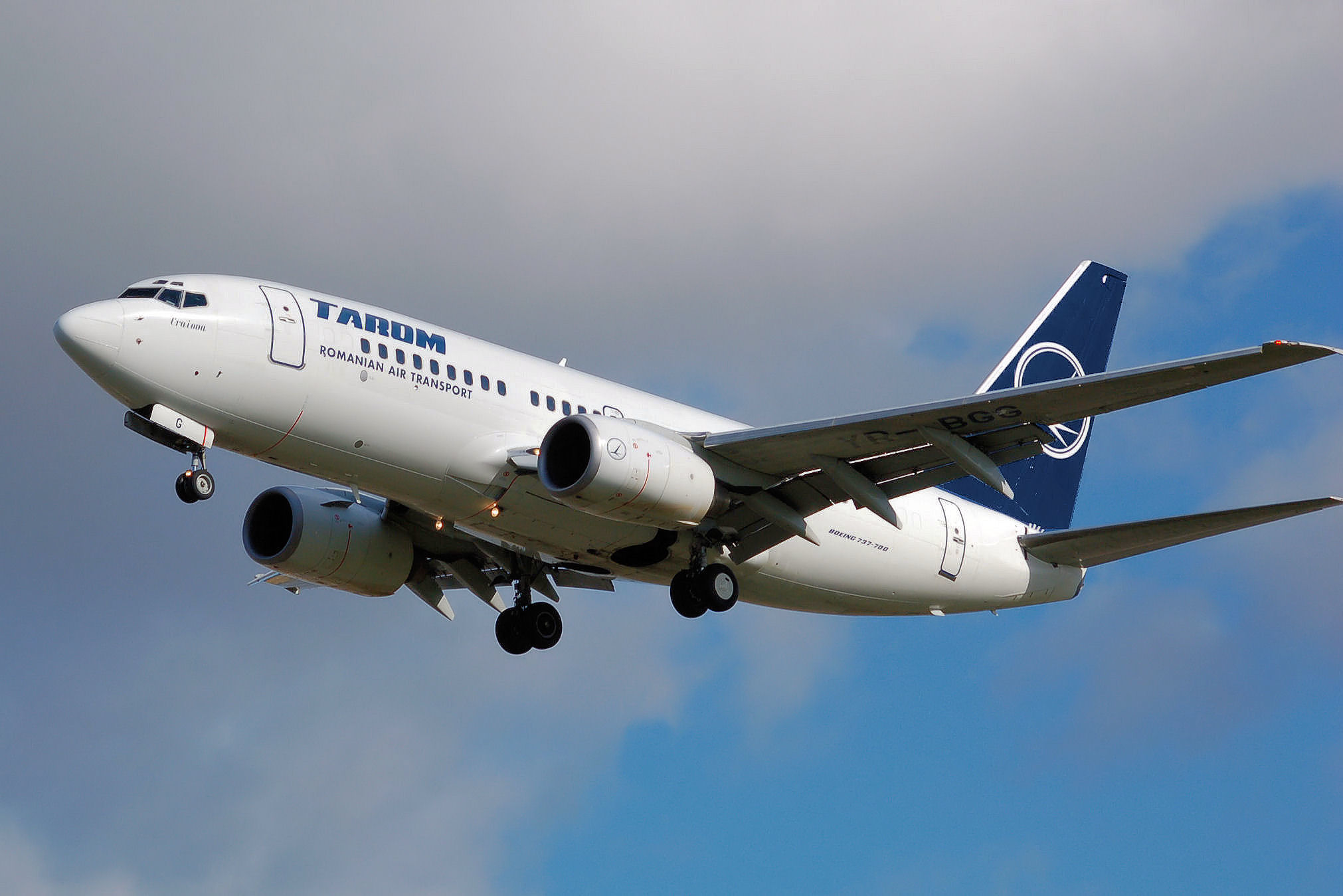
Un Boeing 737 es un ejemplo de avión de ala fija.

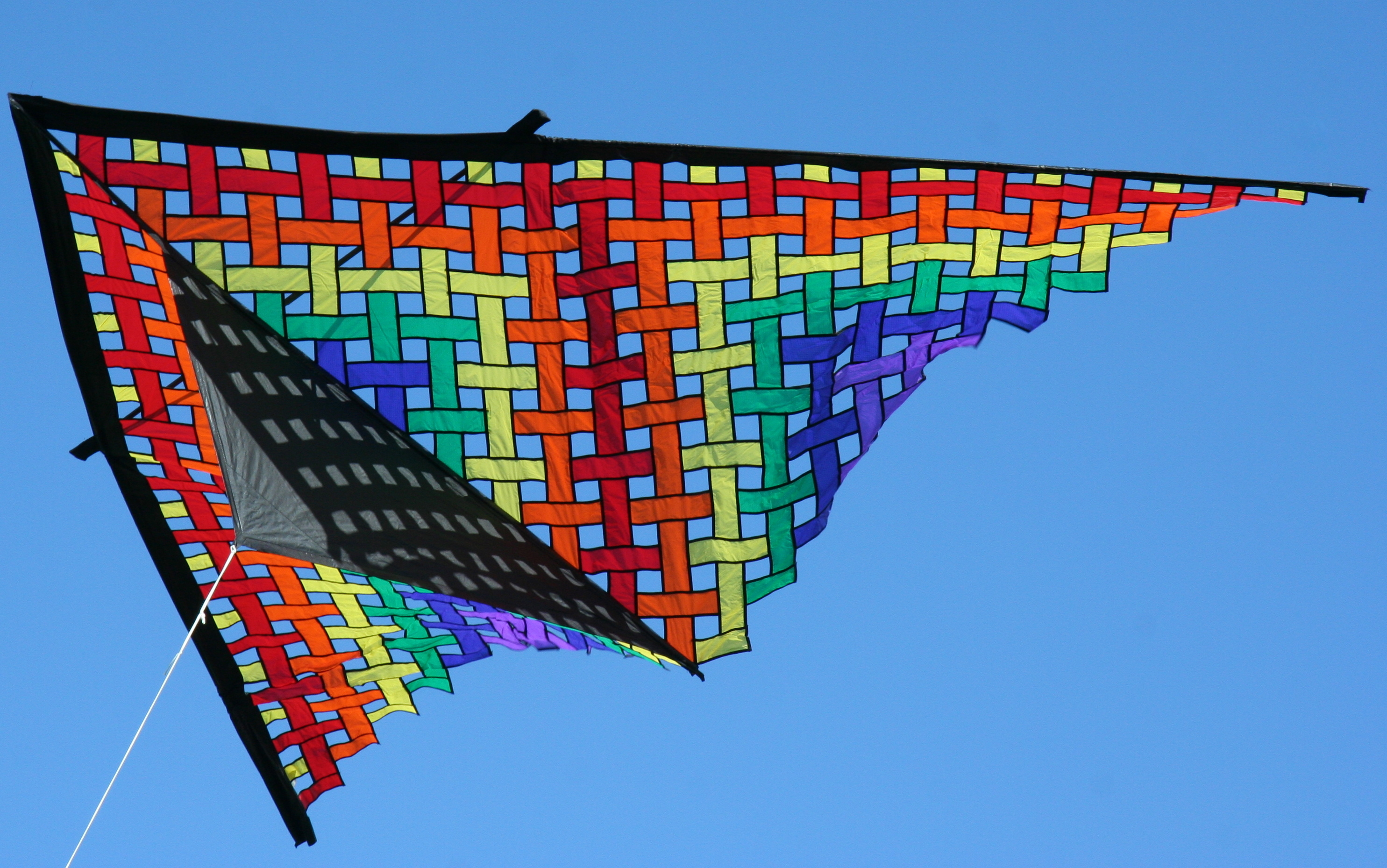
Las alas fijas de una cometa en forma de delta no son rígidas

Un avión de ala fija es una aeronave más pesada que el aire, como un avión, que puede volar gracias a la sustentación aerodinámica. Las aeronaves de ala fija son distintas de las aeronaves de ala rotatoria (en las que un rotor montado en un eje giratorio genera sustentación) y de los ornitópteros (en los que las alas oscilan para generar sustentación). Las alas de una aeronave de ala fija no son necesariamente rígidas; las cometas, los alas delta, las aeronaves de alas de barrido variable y los aviones que utilizan la transformación de alas se clasifican como de ala fija.
Las aeronaves de ala fija planeadoras, incluidos los planeadores de vuelo libre y las cometas cautivas, pueden utilizar el aire en movimiento para ganar altitud. Las aeronaves de ala fija propulsadas (aviones) que obtienen el empuje hacia delante de un motor incluyen parapentes propulsados, alas delta propulsadas y vehículos de efecto suelo. La mayoría de las aeronaves de ala fija son manejadas por un piloto, pero algunas no están tripuladas y se controlan a distancia o de forma autónoma.

## Historia

### Cometas
Las cometas se empezaron a utilizar hace aproximadamente 2.800 años en China, donde se disponía de materiales para construirlas. Las cometas de hoja pueden haber sido voladas antes en lo que hoy es Sulawesi, basándose en su interpretación de las pinturas rupestres de la cercana isla de Muna.Al menos en el año 549 d. C. ya volaban cometas de papel, como se registró ese año, en el que se utilizó una cometa de papel como mensaje para una misión de rescate.Fuentes chinas antiguas y medievales informan de cometas utilizadas para medir distancias, probar el viento, elevar hombres, señalizar y comunicarse para operaciones militares.

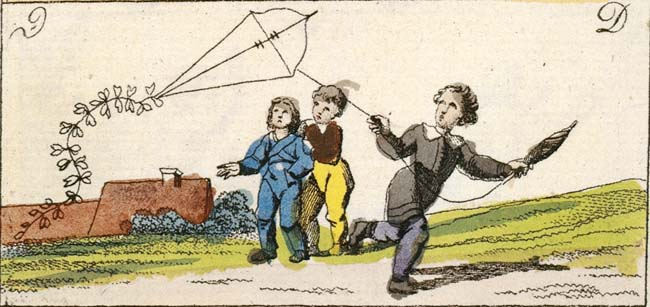
Niños volando una cometa en Baviera en 1828, por Johann Michael Voltz

Marco Polo trajo a Europa la historia de las cometas a finales del siglo XIII, y los marineros las trajeron de Japón y Malasia en los siglos XVI y XVII. Aunque al principio se consideraban curiosidades, en los siglos XVIII y XIX se utilizaban para la investigación científica.

### Planeadores y aparatos propulsados
Alrededor del año 400 a. C., en Grecia, Archytas diseñó y construyó el primer aparato volador autopropulsado, con forma de pájaro y propulsado por un chorro de vapor, que voló unos 200 mEs posible que esta máquina estuviera suspendida durante el vuelo.
Uno de los primeros intentos con planeadores fue el del monje del siglo XI Eilmer de Malmesbury, que fracasó. Un relato del siglo XVII afirma que el poeta del siglo IX Abbas Ibn Firnas realizó un intento similar, aunque ninguna fuente anterior recoge este suceso.

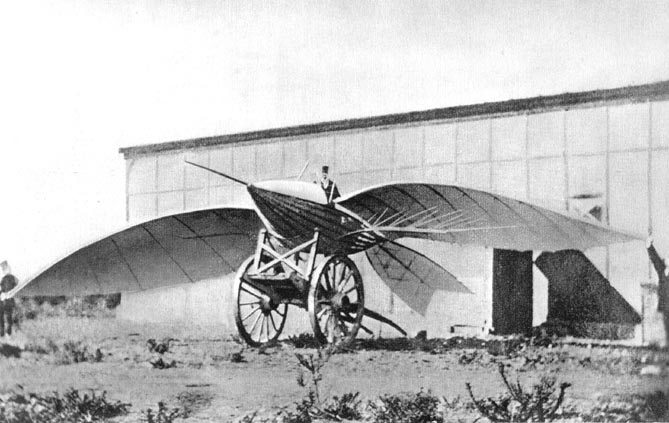
Le Bris y su planeador, Albatros II, fotografiado por Nadar, 1868

En 1799, Sir George Cayley definió el concepto de avión moderno como una máquina de ala fija con sistemas de sustentación, propulsión y control. Cayley ya construía y pilotaba modelos de aviones de ala fija en 1803, y en 1853 construyó con éxito un planeador para el transporte de pasajeros.En 1856, el francés Jean-Marie Le Bris realizó el primer vuelo propulsado, haciendo remolcar su planeador L'Albatros artificiel por un caballo a lo largo de una playa. En 1884, el estadounidense John J. Montgomery realizó vuelos controlados en un planeador como parte de una serie de planeadores que construyó entre 1883 y 1886.Otros aviadores que realizaron vuelos similares en esa época fueron Otto Lilienthal, Percy Pilcher y protegidos de Octave Chanute.
En la década de 1890, Lawrence Hargrave investigó las estructuras de las alas y desarrolló una cometa que podía levantar el peso de un hombre. Sus diseños fueron ampliamente adoptados. También desarrolló un tipo de motor de avión rotativo, pero no creó un avión de ala fija propulsado.

### Vuelo propulsado
Sir Hiram Maxim construyó una nave que pesaba 3,5 toneladas, con una envergadura de 110 pies (34 metros) propulsada por dos motores de vapor de 360 caballos (270 kW) que movían dos hélices. En 1894, su máquina fue probada con raíles elevados para evitar que se elevara. La prueba demostró que tenía suficiente sustentación para despegar. El aparato era incontrolable y Maxim abandonó su trabajo.

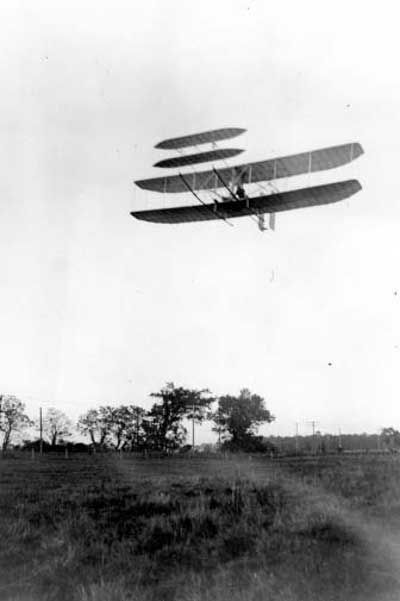
Wright Flyer III pilotado por Orville Wright sobre Huffman Prairie, 4 de octubre de 1905

Los vuelos de los hermanos Wright en 1903 con su Flyer I están reconocidos por la Fédération Aéronautique Internationale (FAI), el organismo que establece las normas y los récords de la aeronáutica, como "el primer vuelo propulsado más pesado que el aire, sostenido y controlado".En 1905, el Wright Flyer III era capaz de realizar un vuelo totalmente controlable y estable durante periodos considerables.
En 1906, el inventor brasileño Alberto Santos Dumont diseñó, construyó y pilotó un avión que estableció el primer récord mundial reconocido por el Aéro-Club de France al volar el 14 bis 220 metros (720 pies) en menos de 22 segundos. El vuelo fue certificado por la FAI.
El Bleriot VIII de 1908 fue uno de los primeros diseños de aviones con la configuración moderna de un monoplano tractor. Disponía de superficies de cola móviles que controlaban tanto la guiñada como el cabeceo, una forma de control del alabeo suministrada por el alabeo del ala o por los alerones y controlada por su piloto con un joystick y una barra de timón. Fue un importante predecesor de su posterior avión Bleriot XI para cruzar el Canal de la Mancha en el verano de 1909.

### Primera Guerra Mundial

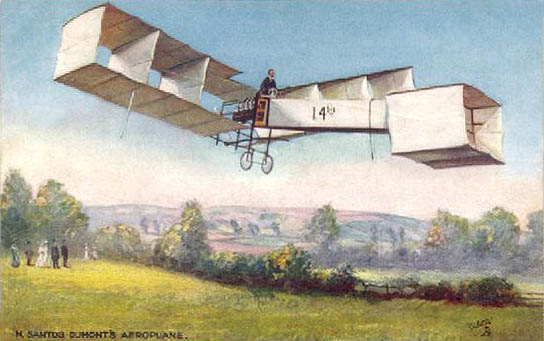
El 14-bis autopropulsado de Santos-Dumont en una postal antigua

La Primera Guerra Mundial sirvió para iniciar el uso de aviones como armas y plataformas de observación. La primera victoria aérea conocida con un avión de combate armado con una ametralladora sincronizada se produjo en 1915, pilotada por el teniente alemán Kurt Wintgens, del Luftstreitkräfte. Aparecieron ases del caza; el mayor (por número de victorias aéreas) fue Manfred von Richthofen.
Alcock y Brown cruzaron el Atlántico sin escalas por primera vez en 1919. Los primeros vuelos comerciales viajaron entre Estados Unidos y Canadá en 1919. 

### La aviación de entreguerras; la Edad de Oro.

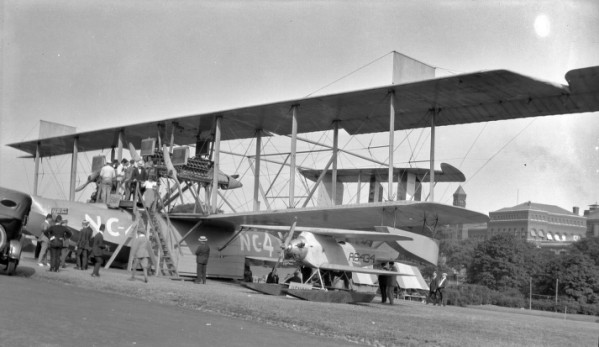
Barco volador Curtiss NC-4 tras completar la primera travesía del Atlántico en 1919, junto a un avión más pesado que el aire de ala fija

La llamada Edad de Oro de la Aviación tuvo lugar entre las dos Guerras Mundiales, durante las cuales se actualizaron interpretaciones de avances anteriores. Entre las innovaciones se incluyen los fuselajes totalmente metálicos de Hugo Junkers en 1915, que dieron lugar a aviones multimotor de más de 60 metros de envergadura a principios de la década de 1930, la adopción del motor radial refrigerado principalmente por aire como planta motriz práctica para aeronaves junto con los motores de aviación V-12 refrigerados por líquido, y vuelos cada vez más largos, como el de un Vickers Vimy en 1919, seguido meses más tarde por el NC-4 transbordador de la Armada de EE.UU. en 1919. El vuelo transatlántico NC-4 de la Marina estadounidense culminó en mayo de 1927 con el vuelo transatlántico en solitario de Charles Lindbergh en el Spirit of St.

### Segunda Guerra Mundial
Los aviones estuvieron presentes en las principales batallas de la Segunda Guerra Mundial. Fueron un componente esencial de las estrategias militares, como la Blitzkrieg alemana o las campañas estadounidenses y japonesas de portaaviones en el Pacífico.
Los planeadores militares se desarrollaron y utilizaron en varias campañas, pero se vieron limitados por el alto índice de bajas que sufrieron. La cometa de rotor Focke-Achgelis Fa 330 Bachstelze (Wagtail) de 1942 destacó por su uso en los submarinos alemanes.
Antes y durante la guerra, diseñadores británicos y alemanes trabajaron en motores a reacción. El primer avión a reacción que voló, en 1939, fue el Heinkel He 178 alemán. En 1943, el primer caza a reacción operativo, el Messerschmitt Me 262, entró en servicio en la Luftwaffe alemana. Más adelante en la guerra, el Gloster Meteor británico entró en servicio, pero nunca entró en acción. Las velocidades máximas alcanzadas en aquella época llegaron a los 1.130 km/h (700 mph), con el vuelo récord no oficial del prototipo alemán de caza cohete Me 163B V18 a principios de julio de 1944.

### Posguerra
En octubre de 1947, el Bell X-1 fue el primer avión en superar la velocidad del sonido, pilotado por Chuck Yeager.
En 1948-49, los aviones transportaran suministros durante el bloqueo de Berlín. Durante la Guerra Fría se fabricaron nuevos tipos de aviones, como el B-52.
El primer avión a reacción, el de Havilland Comet, se introdujo en 1952, seguido por el soviético Tupolev Tu-104 en 1956. El Boeing 707, el primer reactor comercial de gran éxito, estuvo en servicio comercial durante más de 50 años, de 1958 a 2010. El Boeing 747 fue el avión de pasajeros más grande del mundo desde 1970 hasta que fue superado por el Airbus A380 en 2005. El avión de más éxito es el Douglas DC-3 y su versión militar, el C-47,un avión bimotor de pasajeros o de transporte de tamaño medio que lleva en servicio desde 1936 y sigue utilizándose en todo el mundo. Algunas de las cientos de versiones encontraron otros fines, como el AC-47, un helicóptero de combate de la época de la Guerra de Vietnam, que aún se utiliza en la Fuerza Aérea Colombiana.

## Tipos

### Avión/aeroplano

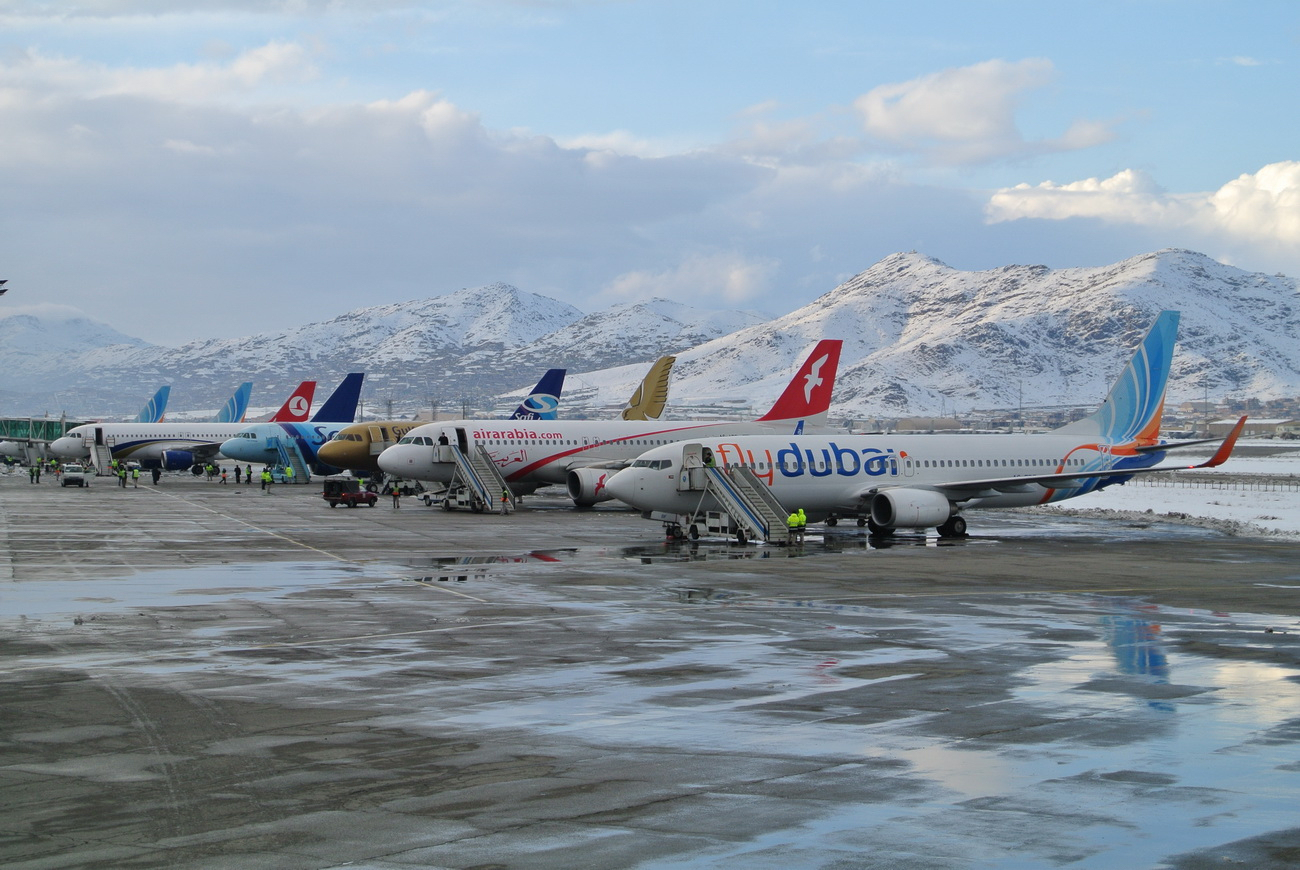
Aviones estacionados en tierra en Afganistán

Un avión es una aeronave de ala fija propulsada por el empuje de un motor a reacción o una hélice. Los aviones tienen muchos tamaños, formas y configuraciones de alas. Sus usos incluyen el ocio, el transporte de mercancías y personas, el uso militar y la investigación.

#### Hidroavión
Un hidroavión puede despegar y aterrizar sobre el agua. Los hidroaviones que también pueden operar desde tierra firme constituyen una subclase denominada avión anfibio. Los hidroaviones y los anfibios se dividen en dos categorías: hidroaviones y barcos voladores.
- Un hidroavión es similar a un avión terrestre. El fuselaje no está especializado. Las ruedas se sustituyen/desarrollan por flotadores, lo que permite a la nave mantenerse a flote para los aterrizajes en el agua.
- Un hidroavión es un hidroavión con un casco estanco para las zonas inferiores (ventrales) de su fuselaje. El fuselaje aterriza y se apoya directamente en la superficie del agua, manteniéndose a flote gracias al casco. No necesita flotadores adicionales para la flotabilidad, aunque pueden utilizarse pequeños flotadores bajo las alas o patrocinadores montados en el fuselaje para estabilizarlo. Los grandes hidroaviones suelen ser barcos voladores, que encarnan la mayoría de los diseños clásicos de aeronaves anfibias.

#### Planeadores motorizados
Muchas formas de planeador pueden incluir una pequeña planta motriz. Entre ellas se incluyen:
- Motoplaneador: planeador o planeador convencional con una planta motriz auxiliar que puede utilizarse en vuelo para aumentar el rendimiento.[26]
- Ala delta motorizada: ala delta a la que se ha añadido una planta motriz.
- Paracaídas motorizado - un tipo de parapente con un armazón de aire integrado, asiento, tren de aterrizaje y planta motriz colgados debajo.[27]
- Parapente motorizado o paramotor - parapente con una planta motriz suspendida detrás del piloto.[28]

#### Vehículo de efecto suelo
Un vehículo de efecto suelo (GEV) vuela cerca del terreno, aprovechando el efecto suelo, es decir, la interacción entre las alas y la superficie. Algunos GEV son capaces de volar a mayor altura fuera del efecto suelo (OGE) cuando es necesario - éstos se clasifican como aviones de ala fija propulsados.

### Planeador

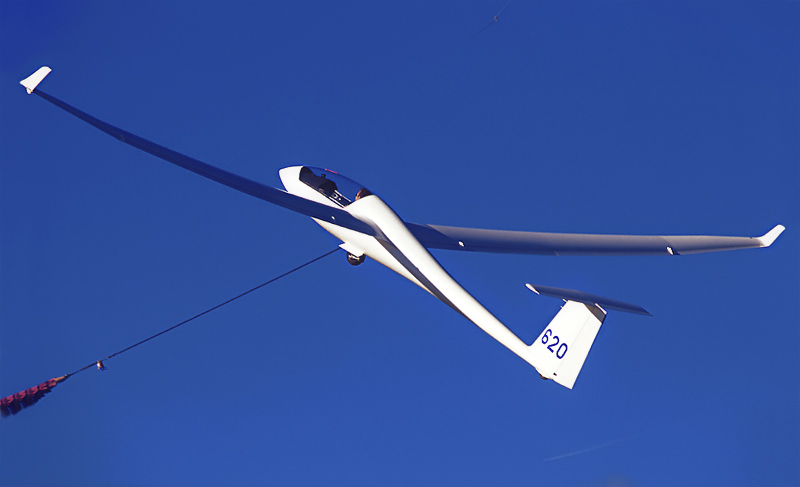
Un planeador lanzado con cabrestante

Un planeador es una nave más pesada que el aire cuyo vuelo libre no requiere motor. Un planeador es una aeronave de ala fija diseñada para remontar el vuelo -ganar altura utilizando corrientes ascendentes de aire- y volar durante largos periodos.
Los planeadores se utilizan principalmente con fines recreativos, pero también para la investigación aerodinámica, la guerra y la recuperación de naves espaciales.
Los planeadores a motor están equipados con un sistema de propulsión limitado para el despegue o para prolongar la duración del vuelo.
Como en el caso de los aviones, los planeadores presentan diversas formas con alas, eficacia aerodinámica, ubicación del piloto y controles variados.
Lo más habitual es que los planeadores grandes nazcan en el aire gracias a un avión remolcador o a un cabrestante. Los planeadores militares se han utilizado en combate para transportar tropas y equipos, mientras que los planeadores especializados se han empleado en la investigación atmosférica y aerodinámica. Las aeronaves propulsadas por cohetes y los aviones espaciales han realizado aterrizajes sin motor similares a los de un planeador.
Los planeadores y los planeadores deportivos tienen una gran eficacia aerodinámica. La mayor relación sustentación-arrastre es de 70:1, aunque lo habitual es de 50:1. Tras el despegue, se puede ganar más altitud aprovechando hábilmente el aire ascendente. Se han logrado vuelos de miles de kilómetros a velocidades medias superiores a 200 km/h.
Un ejemplo de planeador a pequeña escala es el avión de papel. Una hoja de papel normal puede doblarse fácilmente para darle una forma aerodinámica; su escasa masa en relación con su superficie reduce la sustentación necesaria para el vuelo, lo que le permite planear cierta distancia.
Los planeadores y los planeadores comparten muchos elementos de diseño y principios aerodinámicos con los aviones a motor. Por ejemplo, el Horten H.IV era un planeador de ala volante sin cola, y el transbordador espacial de alas delta planeaba durante su fase de descenso. Muchos planeadores adoptan superficies de control e instrumentos similares a los de los aviones.

#### Tipos
La principal aplicación de los planeadores modernos es el deporte y el ocio.

#### Planeador
Los planeadores se desarrollaron en la década de 1920 con fines recreativos. A medida que los pilotos empezaron a comprender cómo utilizar el aire ascendente, se desarrollaron planeadores con una elevada relación sustentación-arrastre. Esto permitía a la nave planear hasta la siguiente fuente de "sustentación", aumentando su autonomía. Esto dio lugar al popular deporte del vuelo sin motor.
Los primeros planeadores se construían principalmente con madera y metal, y más tarde se sustituyeron por materiales compuestos que incorporaban fibras de vidrio, carbono o aramida. Para minimizar la resistencia, estos tipos tienen un fuselaje aerodinámico y alas largas y estrechas con una elevada relación de aspecto. Existen planeadores monoplaza y biplaza.
Inicialmente, el entrenamiento se realizaba mediante "saltos" cortos en planeadores primarios, que carecen de cabina e instrumentos mínimos. Desde poco después de la Segunda Guerra Mundial, el entrenamiento se realiza en planeadores biplaza de doble mando, pero los biplaza de alto rendimiento pueden realizar vuelos largos. Originalmente se utilizaban patines para el aterrizaje, sustituidos más tarde por ruedas, a menudo retráctiles. Los planeadores conocidos como planeadores a motor están diseñados para el vuelo sin motor, pero pueden desplegar motores de pistón, rotativos, a reacción o eléctricos. Los planeadores son clasificados por la FAI para las competiciones en clases de competición de planeadores basándose principalmente en la envergadura y los flaps.

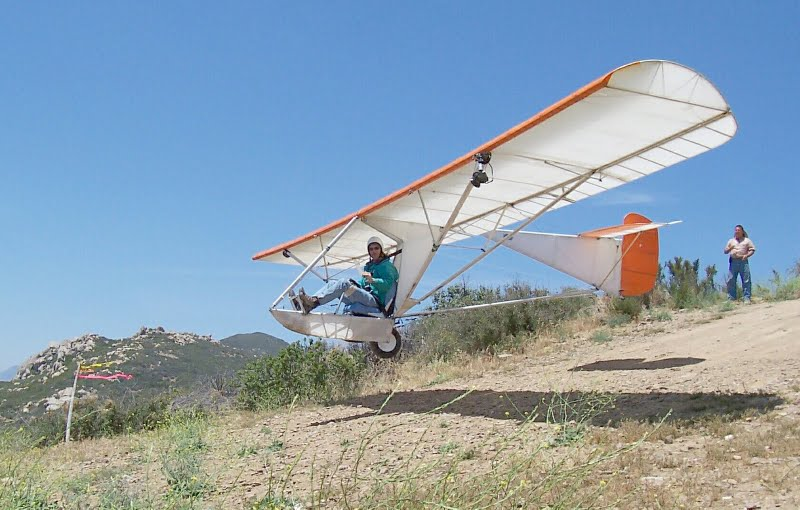
Planeador ultraligero "airchair" Goat 1

La FAI ha definido una clase de planeadores ultraligeros, incluidos algunos conocidos como planeadores microlift y otros como airchairs, en función del peso. Son lo suficientemente ligeros como para transportarlos fácilmente y pueden volarse sin licencia en algunos países. Los planeadores ultraligeros tienen un rendimiento similar al de las alas delta, pero ofrecen cierta seguridad en caso de accidente, ya que el piloto puede atarse a un asiento vertical dentro de una estructura deformable. El aterrizaje suele realizarse sobre una o dos ruedas, lo que distingue a estas naves de las alas delta. La mayoría son construidos por diseñadores individuales y aficionados.

#### Planeadores militares

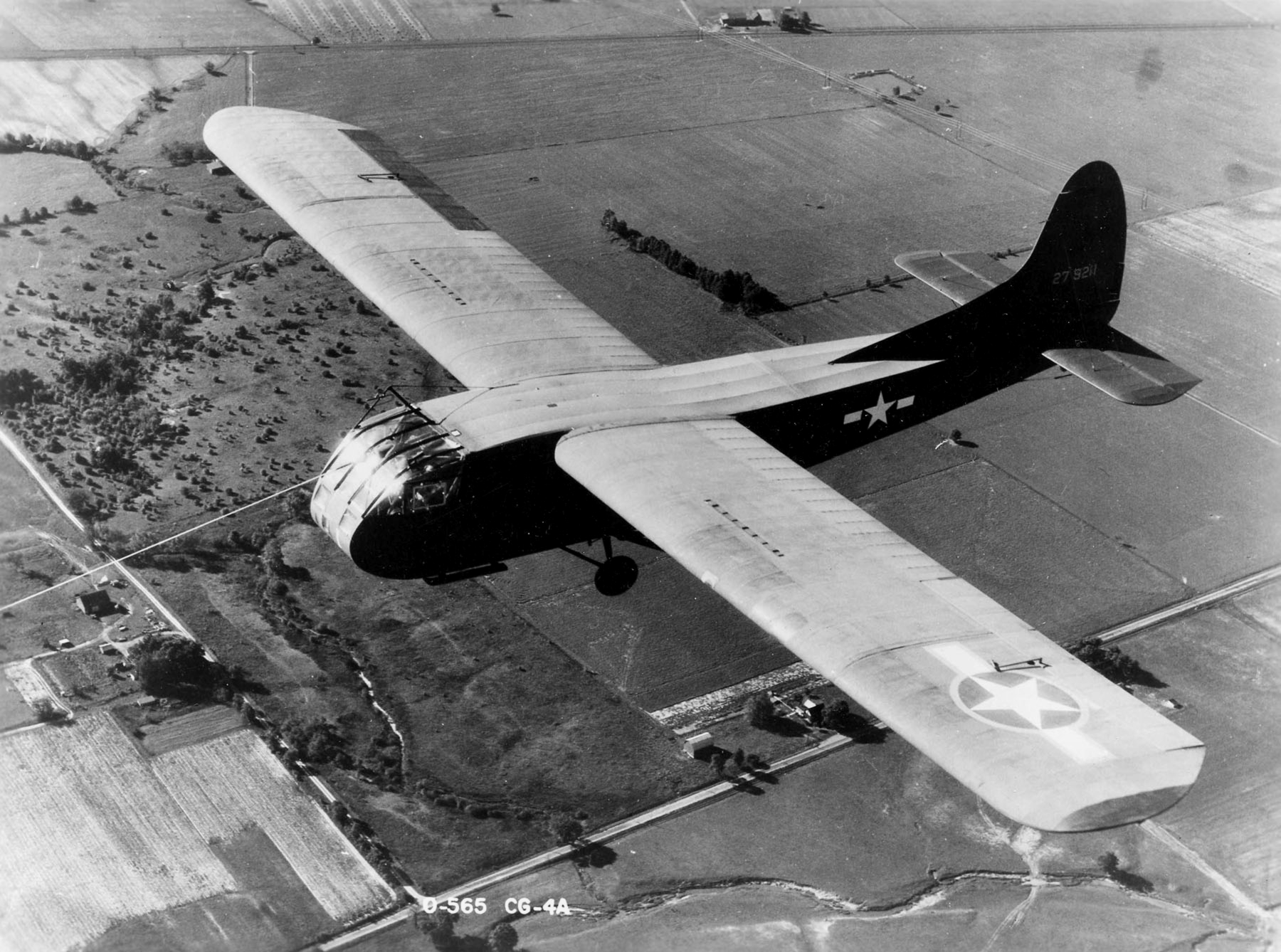
Un Waco CG-4A de la USAAF de 1943

Los planeadores militares se utilizaron durante la Segunda Guerra Mundial para transportar tropas (infantería planeadora) y equipo pesado a las zonas de combate. Los planeadores eran remolcados en el aire y durante la mayor parte del trayecto hasta su objetivo por aviones de transporte, por ejemplo el C-47 Dakota, o por bombarderos que habían sido relegados a actividades secundarias, por ejemplo el Short Stirling. La ventaja sobre los paracaidistas era que se podía aterrizar equipo pesado y que las tropas se reunían rápidamente en lugar de dispersarse en una zona de lanzamiento de paracaidistas. Los planeadores se consideraban desechables, construidos con materiales baratos como la madera, aunque algunos se reutilizaban. Cuando estalló la guerra de Corea, los aviones de transporte eran más grandes y eficientes, por lo que incluso los tanques ligeros podían lanzarse en paracaídas, dejando obsoletos los planeadores.

#### Planeadores de investigación
Incluso después del desarrollo de las aeronaves propulsadas, los planeadores siguieron utilizándose para la investigación aeronáutica. El ala flexible Paresev Rogallo de la NASA se desarrolló para investigar métodos alternativos de recuperación de naves espaciales. Aunque esta aplicación se abandonó, la publicidad inspiró a los aficionados a adaptar el perfil de ala flexible para las alas delta.
También se llevaron a cabo investigaciones iniciales sobre muchos tipos de aeronaves de ala fija, incluidas las alas voladoras y los cuerpos elevadores, utilizando prototipos sin motor.

#### Ala delta

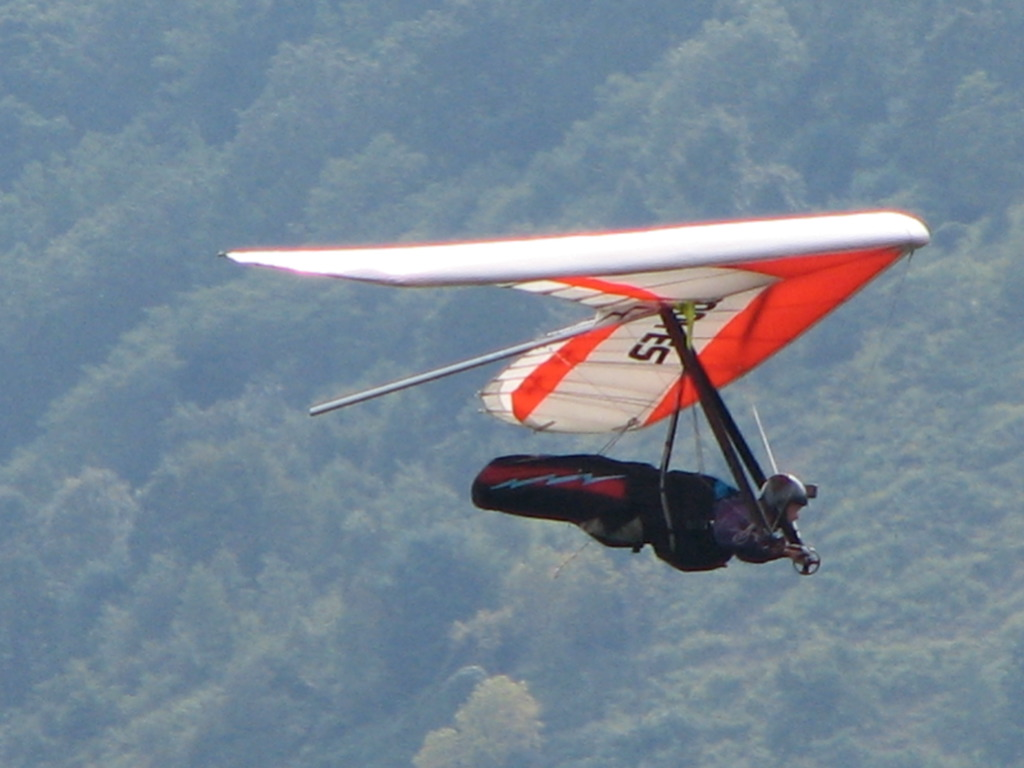
Ala delta

Un ala delta es una aeronave planeadora en la que el piloto va suspendido de un arnés suspendido de la estructura de aire, y ejerce el control desplazando el peso del cuerpo en oposición a una estructura de control. Las alas delta suelen estar hechas de una aleación de aluminio o de un ala de tela con armazón compuesto. Los pilotos pueden elevarse durante horas, ganar miles de metros de altitud en corrientes térmicas ascendentes, realizar acrobacias aéreas y planear campo a través durante cientos de kilómetros.

#### Parapente
Un parapente es un planeador ligero, de vuelo libre, lanzado con los pies y sin cuerpo rígido. El piloto está suspendido en un arnés debajo de un ala de tela hueca cuya forma está formada por sus líneas de suspensión. El aire que entra por los respiraderos de la parte delantera del ala y las fuerzas aerodinámicas del aire que fluye por el exterior impulsan la nave. El parapente suele ser una actividad recreativa.

#### Planeadores no tripulados
Un avión de papel es un avión de juguete (normalmente un planeador) hecho de papel o cartón.
Los aeromodelos son modelos de aviones que utilizan materiales ligeros como el poliestireno y la madera de balsa. Los diseños van desde simples aviones planeadores hasta precisos modelos a escala, algunos de los cuales pueden ser muy grandes.
Las bombas planeadoras son bombas con superficies aerodinámicas que permiten una trayectoria de vuelo planeadora en lugar de balística. De este modo, los aviones pueden atacar un objetivo a distancia.

### Cometa

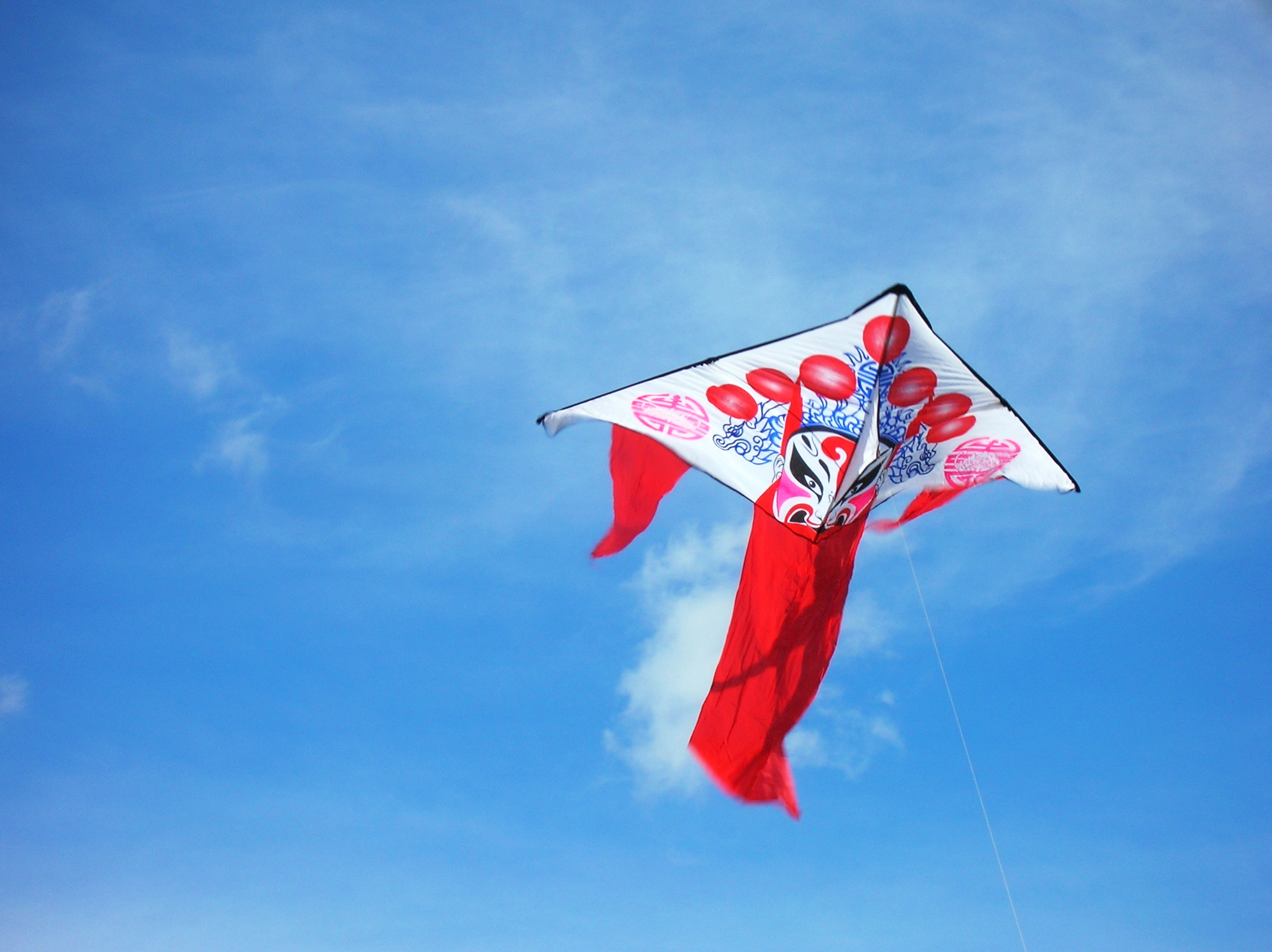
Una cometa en vuelo

Una cometa es una aeronave atada que se mantiene en el aire gracias al viento que sopla sobre sus alas. La alta presión bajo el ala desvía el flujo de aire hacia abajo. Esta desviación genera una resistencia horizontal en la dirección del viento. El vector de fuerza resultante de los componentes de fuerza de sustentación y resistencia se opone a la tensión de la cuerda.
Las cometas se utilizan sobre todo con fines recreativos, pero tienen muchos otros usos. Los primeros pioneros, como los hermanos Wright y J.W. Dunne, a veces volaban un avión como una cometa para confirmar sus características de vuelo, antes de añadirle un motor y controles de vuelo.

#### Militar

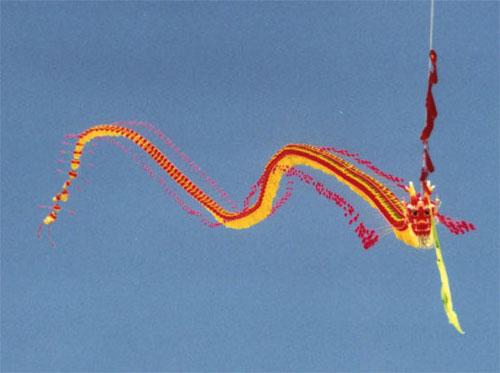
Cometa dragón china de más de cien pies de largo que voló en el festival de cometas de Berkeley, California, en 2000.

Las cometas se han utilizado para la señalización, la entrega de municiones y la observación, elevando a un observador por encima del campo de batalla y utilizando la fotografía aérea con cometas.

#### Ciencia y meteorología
Las cometas se han utilizado con fines científicos, como el famoso experimento de Benjamin Franklin que demostró que el rayo es electricidad. Las cometas fueron las precursoras de los aviones tradicionales y desempeñaron un papel decisivo en el desarrollo de las primeras naves voladoras. Alexander Graham Bell experimentó con grandes cometas elevadas por el hombre, al igual que los hermanos Wright y Lawrence Hargrave. Las cometas han desempeñado un papel histórico en la elevación de instrumentos científicos para medir las condiciones atmosféricas con fines meteorológicos.

#### Antenas de radio y balizas luminosas
Las cometas pueden utilizarse para transportar antenas de radio. Este método se utilizó para la estación receptora de la primera transmisión transatlántica de Marconi. Los globos cautivos pueden ser más convenientes para este tipo de experimentos, ya que las antenas transportadas por cometas requieren un viento fuerte, que no siempre está disponible con equipos pesados y un conductor de tierra.
Las cometas pueden utilizarse para transportar fuentes de luz, como varas luminosas o luces alimentadas por pilas.

#### Tracción de la cometa

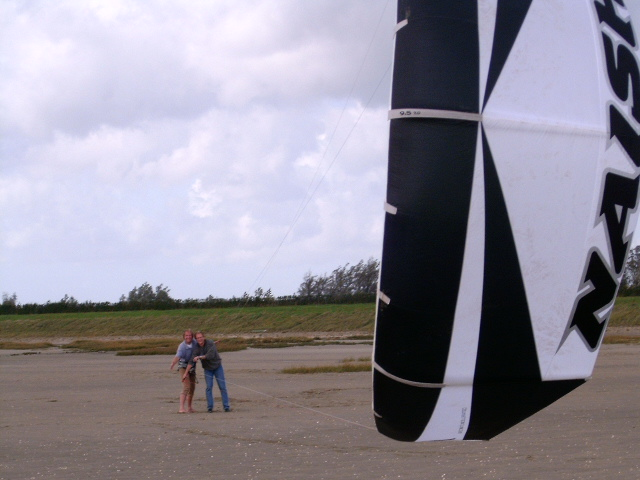
Una cometa de tracción de cuatro líneas, utilizada habitualmente como fuente de energía para el kitesurf

Las cometas pueden utilizarse para arrastrar personas y vehículos a favor del viento. Las cometas eficientes de tipo foil, como las cometas de tracción, también pueden utilizarse para navegar contra el viento siguiendo los mismos principios que utilizan otras embarcaciones de vela, siempre que las fuerzas laterales en el suelo o en el agua se redirijan como ocurre con las quillas, las tablas centrales, las ruedas y las palas de hielo de las embarcaciones de vela tradicionales. En las dos últimas décadas, se han popularizado los deportes de vela con cometa, como el kite buggying, el kite landboarding, el kite boating y el kite surfing. También es popular el kite en la nieve.
La navegación con cometa ofrece varias posibilidades que no están disponibles en la navegación tradicional:
- La velocidad del viento es mayor a mayor altitud.
- Las cometas pueden maniobrarse de forma dinámica, lo que aumenta drásticamente la fuerza disponible.
- No se necesitan estructuras mecánicas para soportar las fuerzas de flexión; los vehículos/cascos pueden ser ligeros o eliminarse.

#### Generación de energía
Los proyectos de investigación y desarrollo investigan cometas para aprovechar las corrientes de viento de gran altitud para la generación de electricidad.

#### Usos culturales
Los festivales de cometas son una forma popular de entretenimiento en todo el mundo. Incluyen eventos locales, festivales tradicionales y grandes festivales internacionales.

#### Diseños
- Cometa bermuda
- Cometa arqueada, por ejemplo Rokkaku
- Cometa celular o de caja
- Chapi-chapi
- Cometa delta
- Cometa foil, parafoil o bow
- Cometa malaya Ver también wau bulan
- Cometa tetraédrica

#### Tipos
- Cometa de poliestireno expandido
- Cometa de combate
- Cometa de interior
- Cometa hinchable de un hilo
- Kytoon
- Cometa elevadora
- Cometa parapente Rogallo
- Cometa acrobática (deportiva)
- Cometa de agua

## Características

### Bastidor aéreo

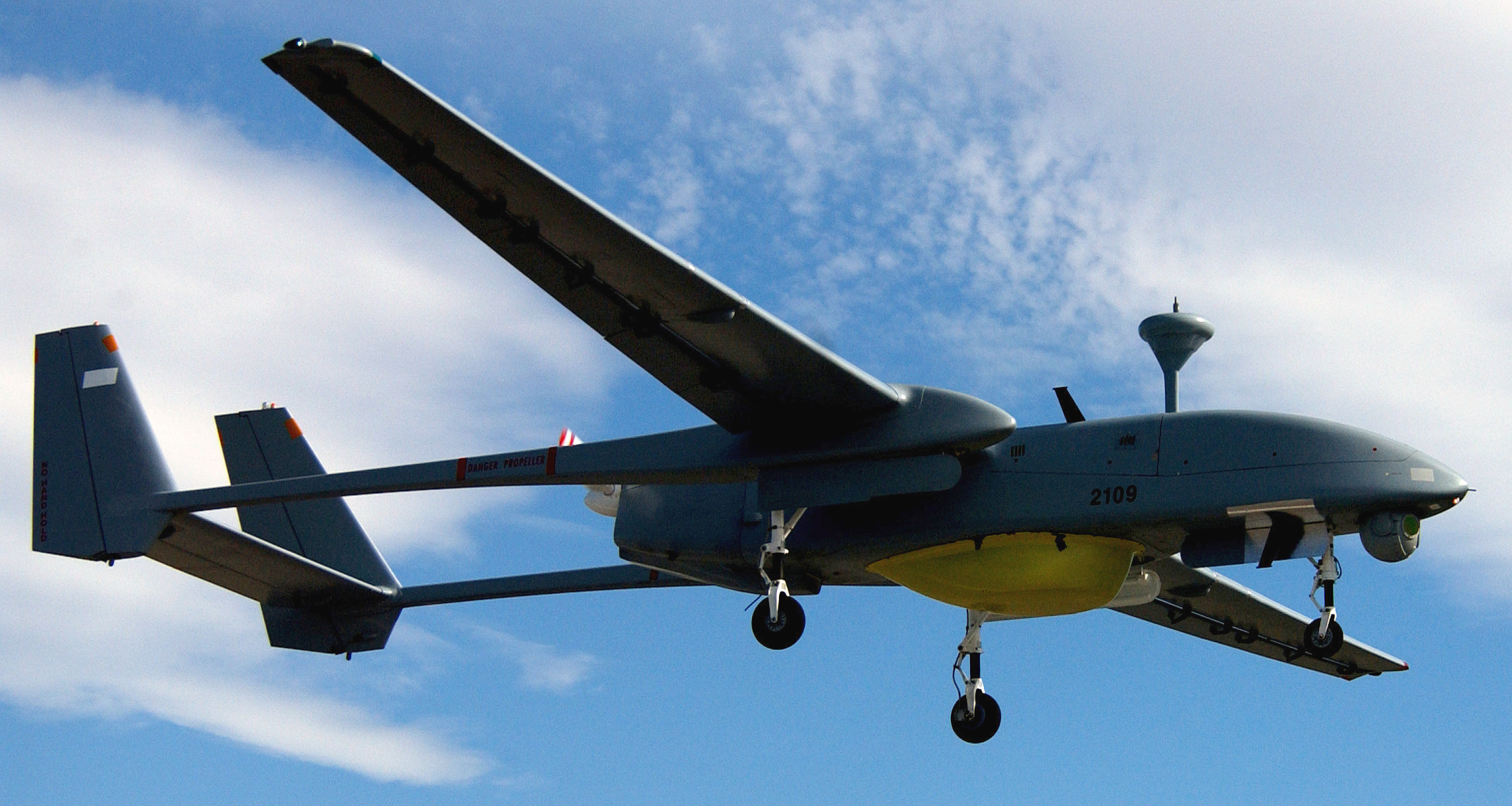
El IAI Heron es un vehículo aéreo no tripulado (UAV) con una configuración de doble cola.

El elemento estructural de una aeronave de ala fija es el fuselaje. Varía en función del tipo de aeronave, su finalidad y su tecnología. Los primeros fuselajes eran de madera con superficies alares de tela. Cuando se dispuso de motores para el vuelo propulsado, sus soportes eran de metal. A medida que aumentaba la velocidad, el metal se hizo más común hasta que, al final de la Segunda Guerra Mundial, los aviones totalmente metálicos (y de cristal) eran habituales. En los tiempos modernos, los materiales compuestos se hicieron más comunes.
Los elementos estructurales típicos son:
- Una o más alas, en su mayoría horizontales, a menudo con una sección transversal aerodinámica. El ala desvía el aire hacia abajo a medida que la aeronave avanza, generando fuerza de sustentación para sostenerla en vuelo. El ala también proporciona estabilidad lateral para mantener la aeronave nivelada en vuelo estable. Otras de sus funciones son mantener el combustible y montar los motores.

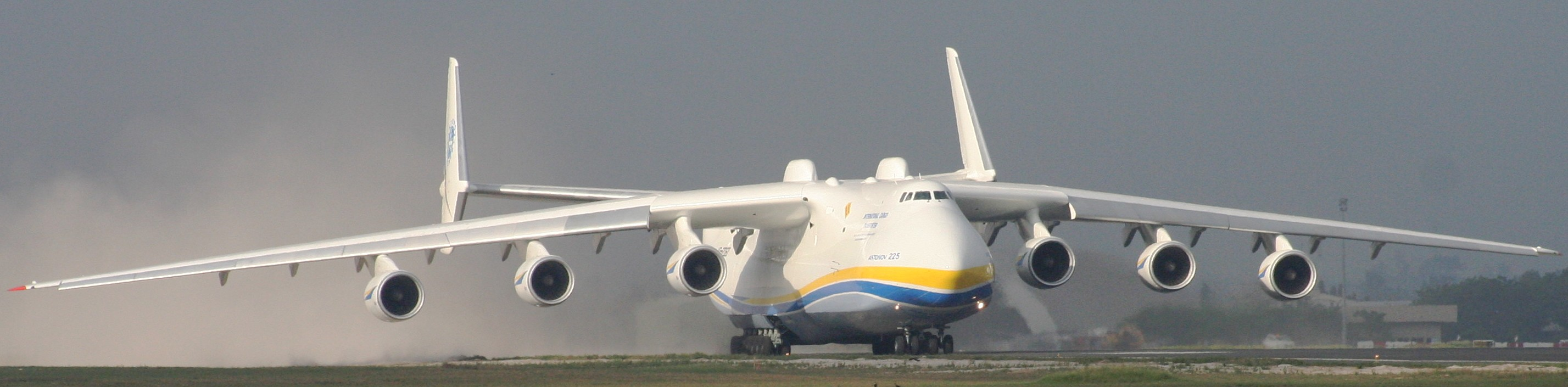
El An-225 Mriya, que era el avión más grande del mundo, podía transportar una carga útil de 250 toneladas y tenía dos estabilizadores verticales.

- El An-225 Mriya, que era el avión más grande del mundo, podía transportar una carga útil de 250 toneladas y tenía dos estabilizadores verticales.Un fuselaje, normalmente un cuerpo largo y delgado, generalmente con extremos cónicos o redondeados para que su forma sea aerodinámicamente deslizante. El fuselaje une las demás partes del fuselaje y contiene la carga útil y los sistemas de vuelo.
- El estabilizador vertical o aleta es una superficie rígida montada en la parte trasera del avión y que suele sobresalir por encima de éste. La aleta estabiliza la guiñada del avión (giro a la izquierda o a la derecha) y monta el timón que controla su rotación a lo largo de ese eje.
- Un estabilizador horizontal, normalmente montado en la cola cerca del estabilizador vertical. El estabilizador horizontal se utiliza para estabilizar el cabeceo del avión (inclinación hacia arriba o hacia abajo) y monta los elevadores que proporcionan el control del cabeceo.
- Tren de aterrizaje: conjunto de ruedas, patines o flotadores que sostienen el avión mientras no está en vuelo. En los hidroaviones, la parte inferior del fuselaje o los flotadores (pontones) lo sostienen mientras está en el agua. En algunos aviones, el tren de aterrizaje se retrae durante el vuelo para reducir la resistencia aerodinámica.

### Alas
Las alas de un avión de ala fija son planos estáticos que se extienden a ambos lados del avión. Cuando el avión se desplaza hacia delante, el aire fluye sobre las alas, que tienen forma para crear sustentación.

#### Estructura
Las cometas y algunos planeadores y aviones ligeros tienen superficies alares flexibles que se extienden sobre un armazón y se vuelven rígidas por las fuerzas de sustentación que ejerce el flujo de aire sobre ellas. Los aviones más grandes tienen superficies alares rígidas.
Ya sean flexibles o rígidas, la mayoría de las alas tienen un armazón resistente que les da forma y transfiere la sustentación de la superficie alar al resto de la aeronave. Los principales elementos estructurales son uno o varios largueros que van de la raíz a la punta y las costillas que van del borde de ataque (delantero) al de salida (trasero).

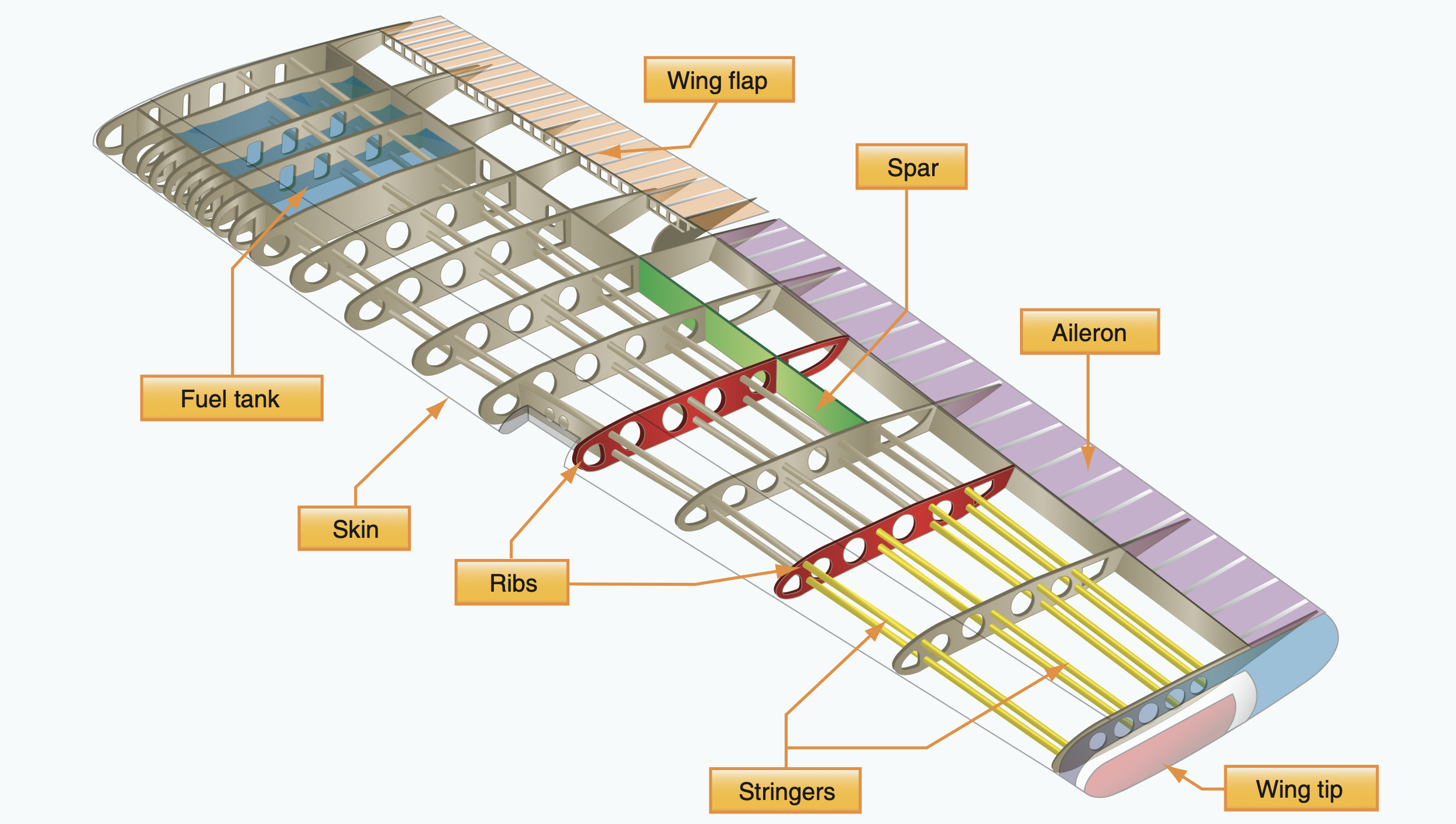
Principales componentes de un ala rígida

Los primeros motores de avión tenían poca potencia y el peso ligero era fundamental. Además, las primeras secciones aerodinámicas eran delgadas y no podían soportar un armazón resistente. Hasta los años 30, la mayoría de las alas eran tan frágiles que se añadían puntales y cables externos. A medida que aumentaba la potencia de los motores, las alas podían hacerse más pesadas y resistentes, de modo que no era necesario reforzarlas. Estas alas sin refuerzos se denominan alas en voladizo.

#### Configuración

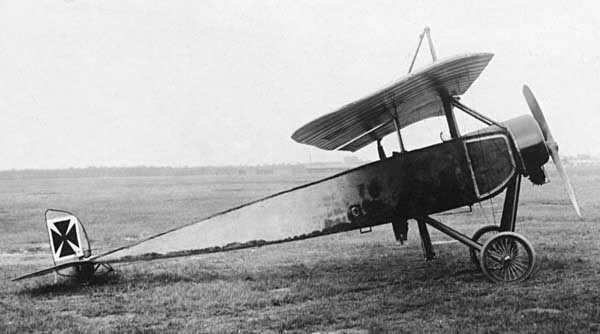
Captura del monoplano parasol Morane-Saulnier L con tirantes de alambre

El número y la forma de las alas varían mucho. Algunos diseños mezclan el ala con el fuselaje, mientras que son más comunes las alas izquierda y derecha separadas por el fuselaje.
Ocasionalmente se han utilizado más alas, como el triplano de tres alas de la Primera Guerra Mundial. Los cuadriplanos de cuatro alas y otros diseños multiplanos han tenido poco éxito.
La mayoría de los aviones son monoplanos, con una o dos alas paralelas. Los biplanos y triplanos apilan un ala sobre la otra. Las alas en tándem colocan un ala detrás de la otra, posiblemente unidas por las puntas. Cuando en las décadas de 1920 y 1930 aumentó la potencia de los motores y dejaron de ser necesarios los refuerzos, el monoplano sin refuerzos o en voladizo se convirtió en la forma más común.
La forma en planta es la forma vista desde arriba/abajo. Para ser aerodinámicamente eficientes, las alas son rectas con una envergadura larga, pero una cuerda corta (alta relación de aspecto). Para ser estructuralmente eficientes y, por tanto, ligeras, la envergadura debe ser lo más pequeña posible, pero ofrecer suficiente superficie para proporcionar sustentación.
Para viajar a velocidades transónicas, las alas de geometría variable cambian de orientación, inclinándose hacia atrás para reducir la resistencia de las ondas de choque supersónicas. El ala de barrido variable se transforma entre una configuración recta eficiente para el despegue y el aterrizaje, y una configuración de barrido de baja resistencia aerodinámica para el vuelo a alta velocidad. Se han volado otras formas de ala de planta variable, pero ninguna ha superado la fase de investigación. El ala de barrido es un ala recta barrida hacia atrás o hacia delante.
El ala delta es una forma triangular que sirve para varios fines. Como ala Rogallo flexible, permite una forma estable bajo fuerzas aerodinámicas, y se utiliza a menudo para cometas y otras embarcaciones ultraligeras. Tiene capacidad supersónica y combina una gran resistencia con una baja resistencia aerodinámica.

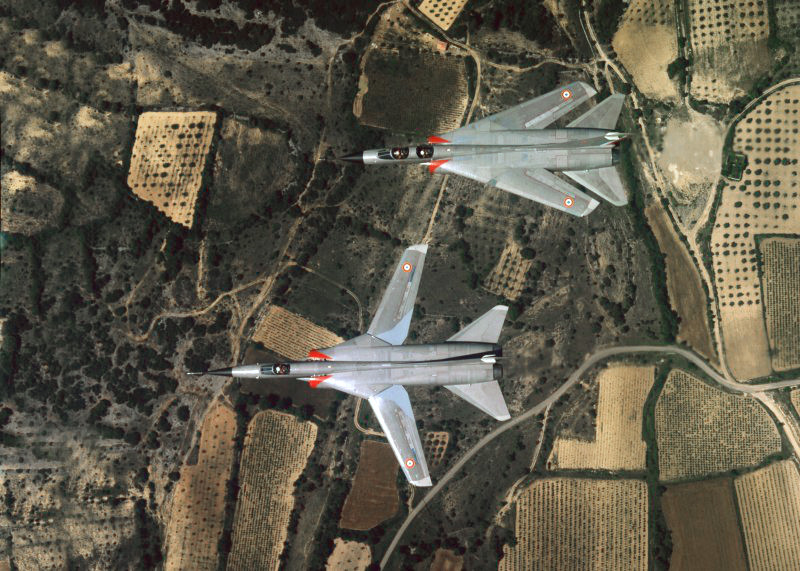
Dos prototipos del Dassault Mirage G, uno con las alas barridas (arriba)

Las alas suelen ser huecas y sirven también de depósitos de combustible. Están equipadas con flaps, que permiten al ala aumentar/disminuir la resistencia/elevación, para el despegue y el aterrizaje, y actuar en oposición, para cambiar de dirección.

### Fuselaje
El fuselaje suele ser largo y delgado, normalmente con extremos cónicos o redondeados para que su forma sea aerodinámicamente suave. La mayoría de los aviones de ala fija tienen un fuselaje único. Otros pueden tener fuselajes múltiples, o el fuselaje puede estar equipado con botavaras a ambos lados de la cola para poder utilizar la parte trasera extrema del fuselaje.
El fuselaje suele transportar a la tripulación, los pasajeros, la carga y, a veces, el combustible y los motores. Los planeadores suelen omitir el combustible y los motores, aunque algunas variantes, como los planeadores a motor y los planeadores cohete, los tienen para uso temporal u opcional.
Los pilotos de aeronaves comerciales tripuladas de ala fija las controlan desde el interior de una cabina dentro del fuselaje, situada normalmente en la parte delantera/superior, equipada con controles, ventanas e instrumentos, y separada de los pasajeros por una puerta segura. En las aeronaves pequeñas, los pasajeros suelen sentarse detrás del piloto o pilotos en la cabina, Ocasionalmente, un pasajero puede sentarse al lado o delante del piloto. Los aviones de pasajeros más grandes tienen una cabina de pasajeros separada o, en ocasiones, cabinas separadas físicamente de la cabina de mando.
Las aeronaves suelen tener dos o más pilotos, con uno al mando general (el "piloto") y uno o más "copilotos". En las aeronaves más grandes, también suele haber un navegante sentado en la cabina. Algunas aeronaves militares o especializadas pueden tener también otros miembros de la tripulación de vuelo en la cabina.

### Alas vs. cuerpos

#### Ala volante

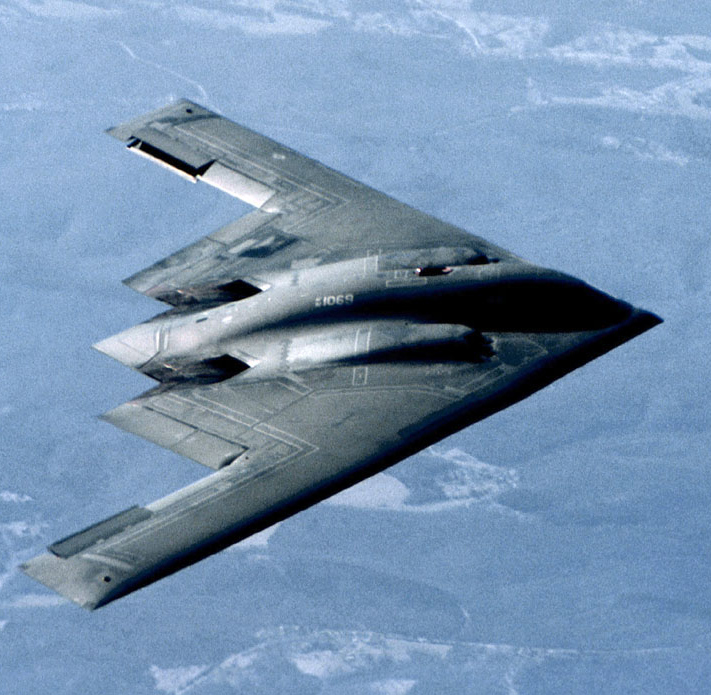
El B-2 Spirit, un bombardero estratégico de producción estadounidense capaz de realizar misiones intercontinentales, tiene una configuración de ala volante.

Un ala volante es una aeronave sin cola que carece de fuselaje diferenciado y que alberga en su interior a la tripulación, la carga útil y el equipo:: 224 
La configuración de ala volante fue objeto de numerosos estudios en los años 30 y 40, especialmente por parte de Jack Northrop y Cheston L. Eshelman en Estados Unidos, y Alexander Lippisch y los hermanos Horten en Alemania. Después de la guerra, numerosos diseños experimentales se basaron en el concepto de ala volante. El interés general continuó en la década de 1950, pero los diseños no ofrecían grandes ventajas en cuanto a autonomía y presentaban problemas técnicos. El ala volante es más práctica para los diseños en la gama de velocidad lenta a media, y suscitó un interés continuo como diseño de avión de transporte táctico.
El interés por las alas volantes resurgió en la década de 1980 debido a sus secciones transversales de radar potencialmente bajas. La tecnología furtiva se basa en formas que reflejan las ondas de radar sólo en determinadas direcciones, lo que dificulta su detección. Este enfoque acabó dando lugar al bombardero furtivo Northrop B-2 Spirit (en la imagen). La aerodinámica del ala volante no es la principal preocupación. Los sistemas "fly-by-wire" controlados por ordenador compensaron muchos de los inconvenientes aerodinámicos, haciendo posible un avión de largo alcance eficiente y estable.

#### Cuerpo de ala mixta

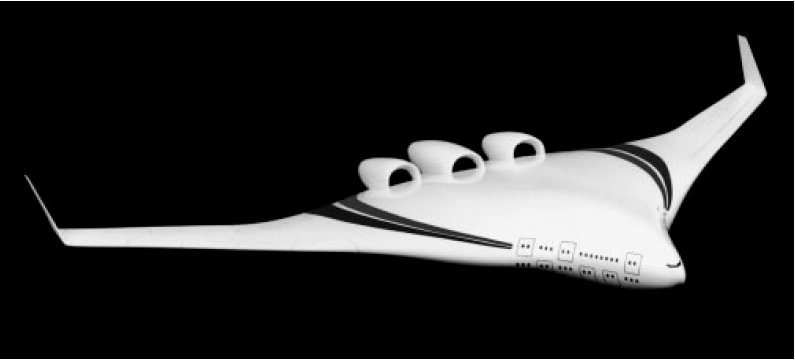
Modelo generado por ordenador del Boeing X-48

Las aeronaves con fuselaje de alas mixtas tienen un fuselaje plano, que produce la mayor parte de la sustentación para mantenerse en el aire, y estructuras alares distintas y separadas, aunque las alas se mezclan con el fuselaje.
Los aviones con carrocería de alas mixtas incorporan características de diseño tanto del fuselaje como de las alas volantes. Las supuestas ventajas de la carrocería de alas mixtas son unas alas eficientes y de gran sustentación y una carrocería ancha y aerodinámica. Esto permite que toda la aeronave contribuya a la generación de sustentación con un ahorro de combustible potencialmente mayor.

#### Cuerpo de sustentación

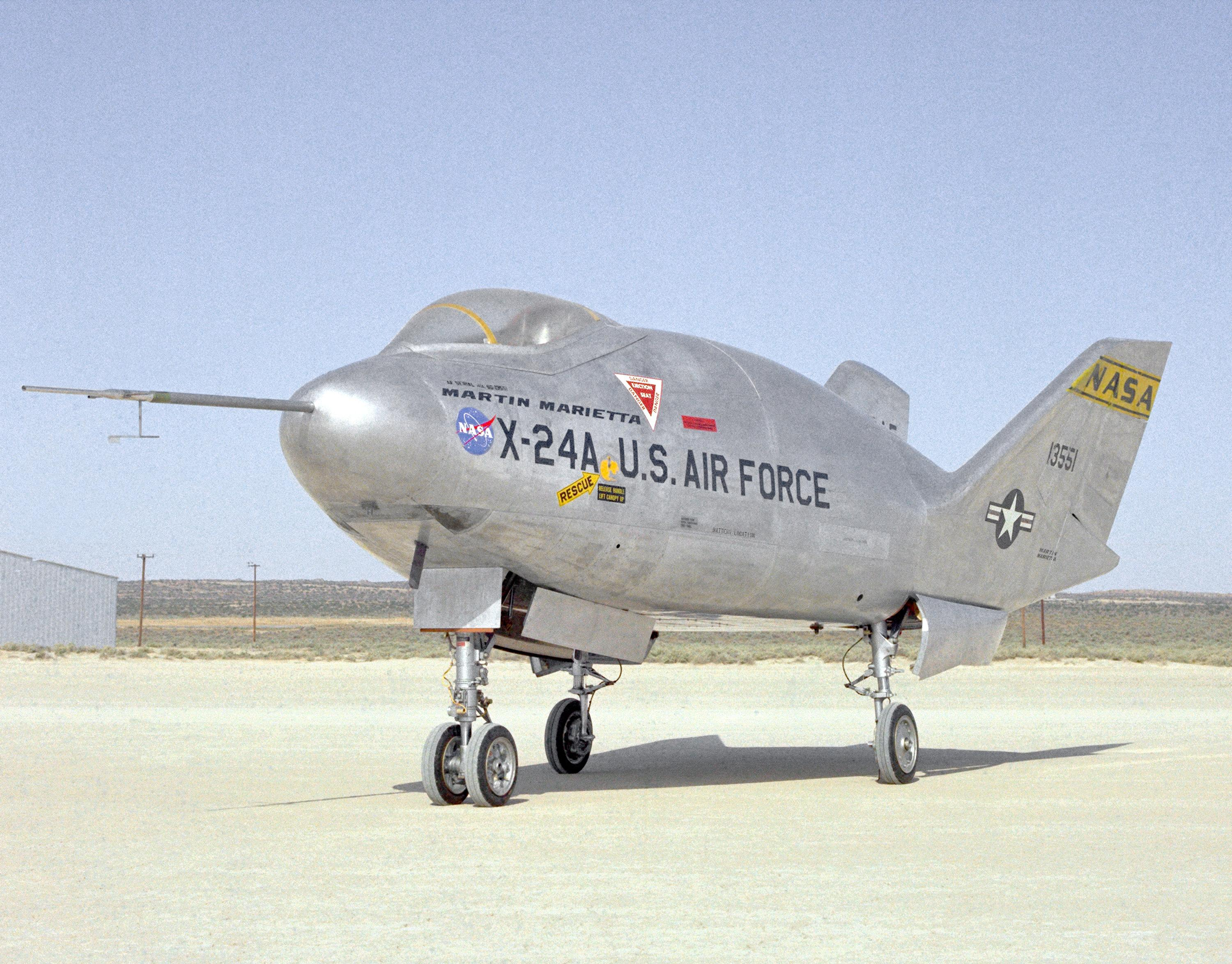
El Martin Aircraft Company X-24 se construyó como parte de un programa militar experimental estadounidense de 1963-1975

Un cuerpo elevable es una configuración en la que el cuerpo produce sustentación. A diferencia de un ala volante, que es un ala con un fuselaje convencional mínimo o inexistente, un cuerpo elevador puede considerarse como un fuselaje con un ala convencional mínima o inexistente. Mientras que un ala volante trata de maximizar la eficiencia de crucero a velocidades subsónicas eliminando las superficies no sustentadoras, los cuerpos sustentadores suelen minimizar la resistencia y la estructura de un ala para el vuelo subsónico, supersónico e hipersónico, o la reentrada de una nave espacial. Todos estos regímenes de vuelo plantean problemas de estabilidad.
En los años sesenta y setenta, los cuerpos elevadores fueron uno de los principales campos de investigación para construir naves espaciales tripuladas pequeñas y ligeras. Estados Unidos construyó aviones cohete con cuerpos elevadores para probar el concepto, así como varios vehículos de reentrada lanzados por cohetes. El interés disminuyó a medida que las Fuerzas Aéreas estadounidenses perdieron interés en las misiones tripuladas, y el desarrollo principal finalizó durante el proceso de diseño del transbordador espacial cuando quedó claro que los fuselajes de formas muy pronunciadas dificultaban la colocación de depósitos de combustible.

### Empenaje y anteplano
El ala clásica de sección aerodinámica es inestable en vuelo. Los aviones de ala flexible suelen depender de una línea de anclaje o del peso de un piloto colgado debajo para mantener la actitud correcta. Algunos tipos de vuelo libre utilizan un perfil aerodinámico adaptado que es estable, u otros mecanismos que incluyen la estabilidad artificial electrónica.
Para lograr el trimado, la estabilidad y el control, la mayoría de los tipos de ala fija tienen un empenaje que comprende una aleta y un timón que actúan horizontalmente, y un plano de cola y un elevador que actúan verticalmente. Esto es tan común que se conoce como la disposición convencional. A veces hay dos o más aletas espaciadas a lo largo del plano de cola.

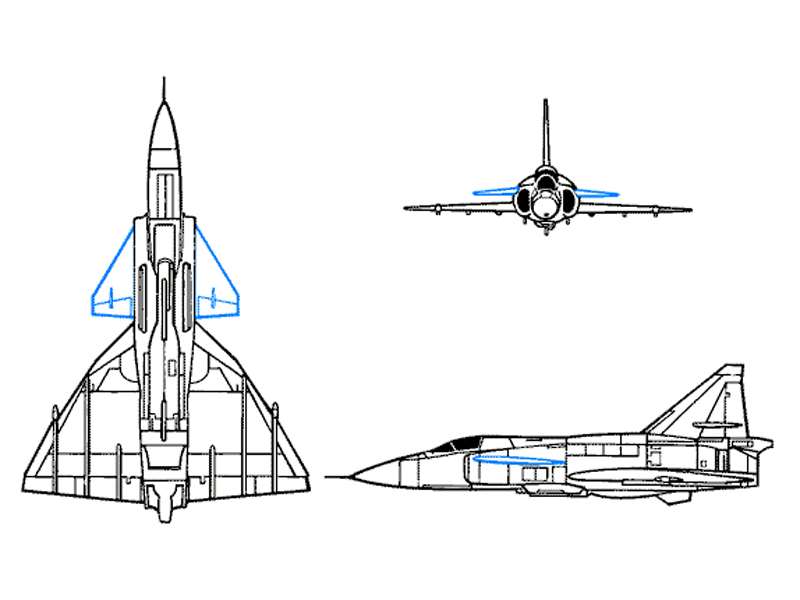
Alerones en el Saab Viggen

Algunos tipos tienen un anteplano horizontal "canard" por delante del ala principal, en lugar de por detrás: 86 Este anteplano puede contribuir al trimado, la estabilidad o el control de la aeronave, o a varios de ellos.

### Controles de la aeronave

#### Control de la cometa
Las cometas se controlan mediante una o varias cuerdas.

#### Mandos de aeronaves de vuelo libre
Los planeadores y los aviones disponen de sofisticados sistemas de control, sobre todo si son pilotados.
Los mandos permiten al piloto dirigir la aeronave en el aire y en tierra. Normalmente son los siguientes:

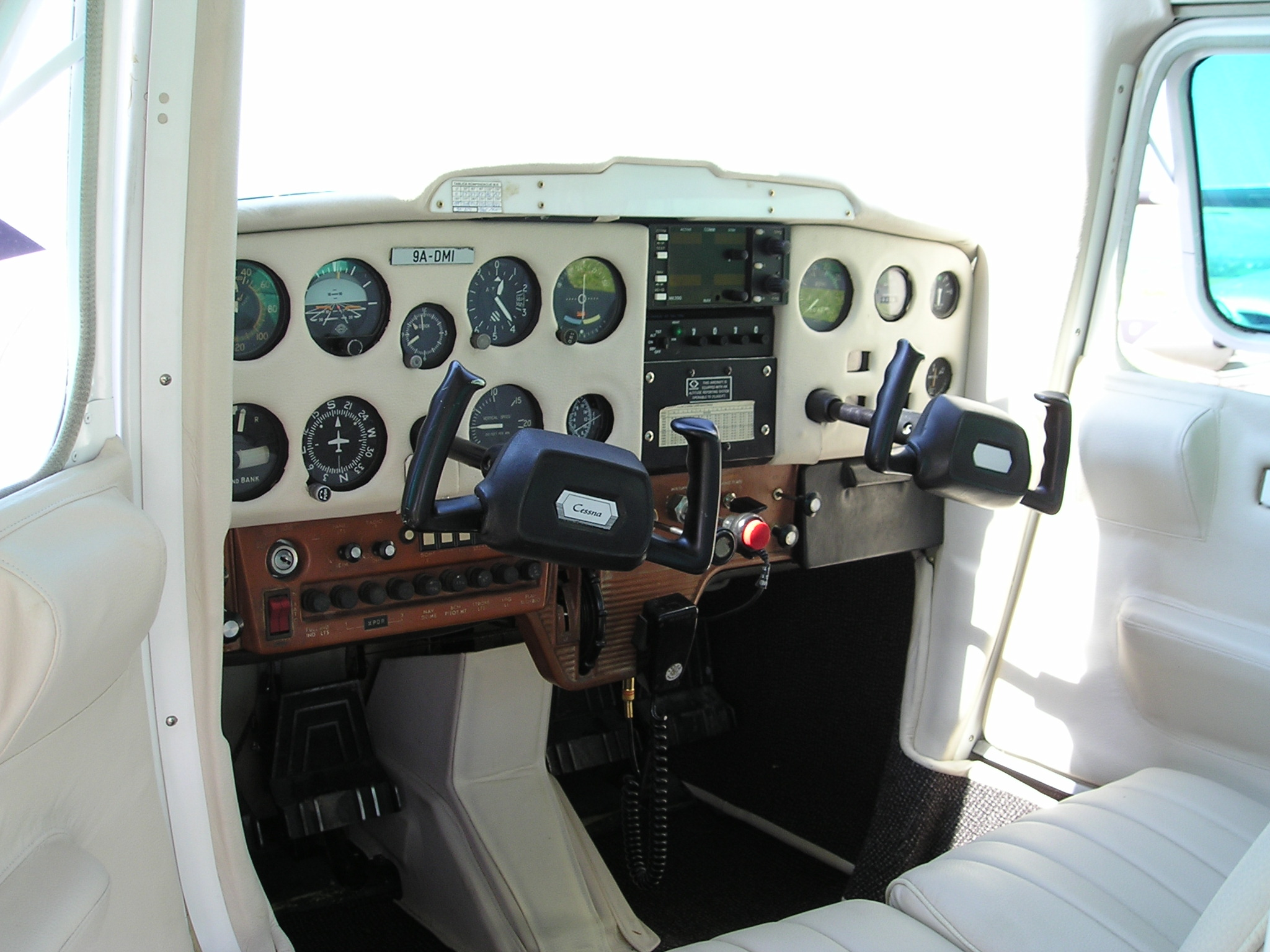
Típica cabina de avión ligero (Cessna 150M) con yugos de control

- Típica cabina de avión ligero (Cessna 150M) con yugos de controlEl yugo o joystick controla la rotación del avión alrededor de los ejes de cabeceo y alabeo. El yugo se parece a un volante. El piloto puede inclinar el avión hacia abajo empujando el yugo o el joystick, e inclinarlo hacia arriba tirando de él. El balanceo del avión se consigue girando el yugo en la dirección deseada o inclinando el joystick en esa dirección.
- Los pedales del timón controlan la rotación del avión alrededor del eje de guiñada. Dos pedales pivotan de modo que cuando se pisa uno hacia delante el otro se mueve hacia atrás, y viceversa. El piloto pisa el pedal del timón derecho para que el avión guiñe hacia la derecha, y pisa el pedal izquierdo para que guiñe hacia la izquierda. El timón se utiliza principalmente para equilibrar el avión en los giros, o para compensar vientos u otros efectos que empujan el avión alrededor del eje de guiñada.
- En los tipos propulsados, un control de parada del motor ("corte de combustible", por ejemplo) y, normalmente, un acelerador o palanca de empuje y otros controles, como un control de mezcla de combustible (para compensar los cambios de densidad del aire con el cambio de altitud).

Otros controles comunes son:
- Palancas de flaps, que se utilizan para controlar la posición de deflexión de los flaps en las alas.
- Palancas de alerones, que se utilizan para controlar la posición de los alerones en las alas y para activar su despliegue automático en aviones diseñados para desplegarlos al aterrizar. Los alerones reducen la sustentación para el aterrizaje.
- Controles de trimado, que suelen adoptar la forma de mandos o ruedas y se utilizan para ajustar el trimado de cabeceo, alabeo o guiñada. Suelen estar conectados a pequeños perfiles aerodinámicos en el borde de salida de las superficies de control y se denominan "aletas de trimado". El trimado se utiliza para reducir la cantidad de presión sobre las fuerzas de control necesarias para mantener un rumbo estable.
- En los tipos con ruedas, los frenos se utilizan para ralentizar y detener el avión en tierra, y a veces para realizar giros en tierra.

Una embarcación puede tener dos asientos para el piloto con mandos dobles, lo que permite que dos de ellos tomen los turnos.
El sistema de control puede permitir una automatización total o parcial, como un piloto automático, un nivelador de ala o un sistema de gestión de vuelo. Una aeronave no tripulada no tiene piloto y se controla a distancia o mediante giroscopios, ordenadores/sensores u otras formas de control autónomo.

### Instrumentación de cabina
En las aeronaves tripuladas de ala fija, los instrumentos proporcionan información a los pilotos, incluyendo el vuelo, los motores, la navegación, las comunicaciones y otros sistemas de la aeronave que puedan estar instalados.

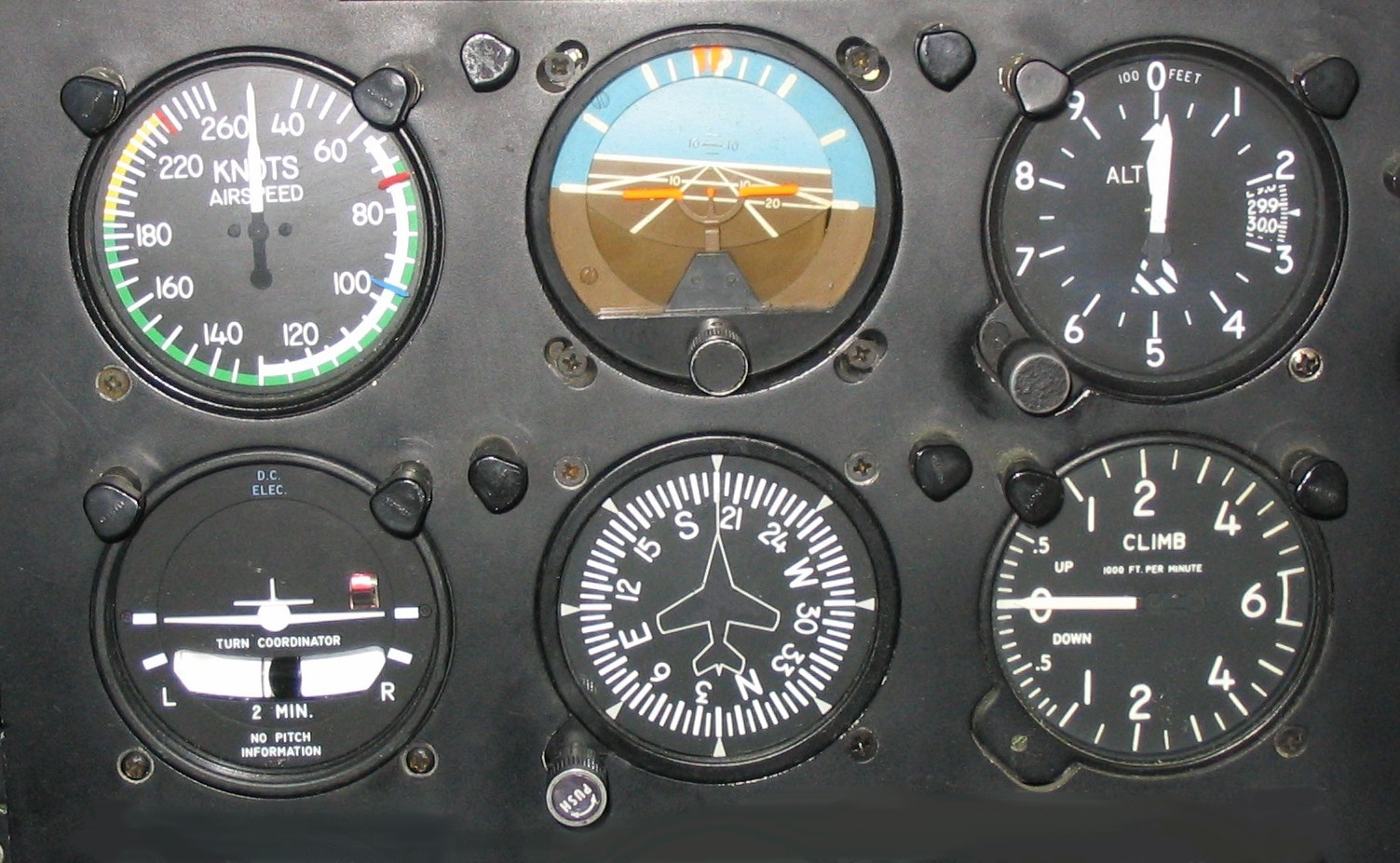
Los seis instrumentos de vuelo básicos. Fila superior (de izquierda a derecha): indicador de velocidad aerodinámica, indicador de actitud, altímetro. Fila inferior (de izquierda a derecha): coordinador de viraje, indicador de rumbo, indicador de velocidad vertical.

Los seis instrumentos básicos, a veces denominados six pack, son los siguientes:
- El indicador de velocidad aerodinámica (ASI) muestra la velocidad a la que el avión se desplaza por el aire.
- El indicador de actitud (AI), a veces llamado horizonte artificial, indica la orientación exacta del avión sobre sus ejes de cabeceo y alabeo.
- El altímetro indica la altitud o altura del avión sobre el nivel medio del mar (AMSL).
- El indicador de velocidad vertical (VSI), o variómetro, muestra la velocidad a la que el avión asciende o desciende.
- El indicador de rumbo (HI), a veces llamado giróscopo direccional (DG), muestra la orientación de la brújula magnética del fuselaje. La dirección se ve afectada por las condiciones del viento y la declinación magnética.
- El coordinador de viraje (TC), o indicador de viraje e inclinación, ayuda al piloto a controlar el avión en una actitud coordinada mientras gira.

Otros instrumentos de la cabina son:
- Una radio bidireccional, para permitir la comunicación con otros aviones y con el control del tráfico aéreo.
- Un indicador de situación horizontal (HSI) que indica la posición y el movimiento del avión visto desde arriba con respecto al suelo, incluyendo el rumbo/rumbo y otra información.
- Instrumentos que muestran el estado de los motores del avión (velocidad de funcionamiento, empuje, temperatura y otras variables).
- Sistemas de visualización combinados, como las pantallas de vuelo primarias o las ayudas a la navegación.
- Pantallas de información como las del radar meteorológico de a bordo.
- Un radiogoniómetro (RDF), para indicar la dirección hacia una o más radiobalizas, que pueden utilizarse para determinar la posición del avión.
- Un sistema de navegación por satélite (satnav), para proporcionar una posición precisa.

Algunos o todos estos instrumentos pueden aparecer en la pantalla de un ordenador y manejarse con toques, como un teléfono.